# Рыбаков, Константин Николаевич
Константин Николаевич Рыбаков (29 февраля (13 марта) 1856 — 8 сентября 1916, Москва) — драматический актёр, артист Малого театра. Заслуженный артист Императорских театров (1912).

## Биография
Родился в семье актёров Николая Хрисанфовича и Паулины Герасимовны Рыбаковых. У них же учился актёрскому профессионализму. Дебютировал в 1871 года во Владикавказе и с этого времени играл с отцом во многих городах провинции и в Москве. После смерти отца в 1876 и до 1881 года продолжал актёрскую работу в провинциальных антрепризах. В 1881 году (Нелидов даёт дату 1883 год — возможно, ошибочно) был приглашён в Москву в Малый театр, где проработал до конца жизни — 30 лет. Начиная актёрскую карьеру с героико-романтических ролей, перешёл на бытовые. Особое влияние на его творчество оказали пьесы Островского, принёсшие с собой новаторские по тем временам театральные идеи. Среди прочего новая эстетика заключалась и в переносе основной идеи постановки с одного главного героя пьесы на весь состав персонажей, где каждый нёс «свою правду» и свои переживания, складывавшиеся в единый ансамбль всех исполнителей спектакля. В Малом театре в разное время прошли все 48 пьес Островского. Из постоянных партнёров Рыбакова надо назвать Гликерию Федотову, которая была среди приверженцев эстетики Островского.
Среди ролей Рыбакова в пьесах Островского: Буланов («Лес», 1876), Кудряш («Гроза»), Громилов — 1-й исполнитель («Таланты и поклонники», 1881), Незнамов («Без вины виноватые», 1884, роль написана Островским специально для Рыбакова), Большов («Свои люди — сочтемся»), Васильков («Бешеные деньги»), Крутицкий («На всякого мудреца довольно простоты»), Прибытков («Последняя жертва»), Юсов («Доходное место»), Кнуров («Бесприданница»); Несчастливцев («Лес»). Особо надо сказать про эту роль Рыбакова:

Несчастливцев, не надо забывать, списан с отца артиста, и когда в названном спектакле Рыбаков произнес слова «сам Николай Хрисанфыч Рыбаков подошел ко мне» и т. д. — теперь, как принято говорить, «задрожал от аплодисментов», а у артиста, не ожидавшего оваций, когда он заканчивал реплику, текли из глаз слезы. (КОНСТАНТИН НИКОЛАЕВИЧ РЫБАКОВ) 
Среди других ролей: Скалозуб, Горич, Чацкий и потом Фамусов («Горе от ума» Грибоедова); Звездинцев («Плоды просвещения» Л. Толстого), Нелькин (1882 г. «Дело» А. В. Сухово-Кобылина, в 1900 — Варравин), Ревякин («Кручина» Шпажинского); Земляника и Городничий («Ревизор» Гоголя); Олтин («Старый закал» Сумбатова).
Его сослуживцы по театру высоко оценивали его порядочность и достоинство. Из воспоминаний В. А. Нелидова (книга «Театральная Москва. Сорок лет московских театров», издание М. «Материк», 2002):

Пока еще не была отменена бенефисная система, князь Сумбатов-Южин, окончив свою пьесу «Закат», предложил её в бенефис Рыбакову, указав, что там имеется для него выигрышная роль князя. 
Я, как сейчас, помню прелестный вечер у князя Сумбатова, когда автор сам прочел свою пьесу и её, не отрываясь, слушали К. Н. Рыбаков, А. А. Федотов, намеченный её режиссёром, и я. Пьеса нам чрезвычайно понравилась, а автор так мастерски её прочел, и особенно конец, что, когда он умолк, наступила та минутная тишина, которая показательнее всякого успеха. 

Наконец, все заговорили и посыпались похвалы. «Ну как твоя роль, Костя?» — спросил Рыбакова автор. «Очень хороша», — был ответ. Но Рыбаков вдруг затих. Перешли к столу, ужинаем, меняемся впечатлениями, а Рыбаков какой-то отсутствующий. Начали к нему приставать, в чем дело. Он, наконец, заявляет: «Князь — превосходная роль, но я её играть не буду, это роль Ленского, он лучше сыграет, а я возьму другую». Когда ему стали доказывать, что другая роль значительно бледнее, он уперся на своем: «Ленский лучше меня». Затем сразу развеселился и все пошло «как по маслу». Момент сожаления и подвиг жертвы совершен. 

Буквально то же, но без признака, без секунды колебания произошло с «Изменой» того же автора, когда Рыбаков вновь предпочел Ленского себе. Какие это неувядаемые, взрощенные им самим цветы на его могилу, на Ваганьковском кладбище, куда в 1915 году в итоге годовой болезни (полный паралич) опустили его прах после 32-летней службы в Малом театре, куда молодым артистом из провинции был приглашен в 1883 году Рыбаков. <…> Идеальный Земляника в «Ревизоре» и по гриму, и по внутреннему образу «свинья в ермолке», жутковатый своей тупостью Скалозуб в «Горе от ума», загнивший «плод просвещения», от головы до ног барин Звездинцев, русский Отелло, Олтин в «Старом закале» Сумбатова, учуявший власть капитала, начинающий наглеть буржуа в сумбатовском «Джентльмене», галерея типов Островского — все это нашло в Рыбакове достойного «того Малого театра» исполнителя. <…> Односторонность Рыбакова сводится к сценическому воплощению русских образов, русской психологии, русского мироощущения.

Как истинный приверженец Малого театра Рыбаков не принимал эстетических новаторств Станиславского и МХТ. Он навсегда остался верен своему Малому театру. «Он всегда сохранял свою ярко индивидуальную манеру говорить и не пытался менять свою величественную, а под старость и тучную, фигуру. Несмотря на это, в каждой роли он умел быть иным, и зритель, далеко не всегда понимая, чем выявлялось это „внутреннее перевоплощение“, с несомненностью его воспринимал.
Отдельными мазками, с чрезвычайной экономией им используемыми, он умел раскрыть в каждой роли что-нибудь существенное. … Замечательной была у него игра рук,— он в каждой роли находил какой-либо жест, пояснявший основное в воспроизводимом образе: его Звездинцев потирает свои беспомощные мягкие руки, и ясно чувствуешь, что этот барин-белоручка никогда не позволит себе хоть что-либо делать ими; безнадежный взмах кисти руки при словах Горича „Теперь, брат, я не тот“ сразу вводит в семейную драму этого персонажа „Горе от ума“, а сжимающаяся в кулак рука Городничего или величественно-широкий жест Несчастливцева, прятанье рук „подмышку“ Любима Торцова — подлинно художественные детали, которые найдены внимательным и умным наблюдателем жизни. Если в начале его сценического пути ему не могло не мешать то, что он был сыном знаменитого Николая Хрисанфовича Рыбакова, популярнейшего трагика провинции, шедшего по стопам Мочалова, если десятилетняя служба его на провинциальной сцене не могла не наложить своего отпечатка на его игру (Рыбаков говорил, что помощь и советы Федотовой помогли ему, „начав с азов“, добиться иной манеры), то постепенно он сумел выработаться в первоклассного актера, типичного именно для Малого театра, с яркой индивидуальностью, присущей ему одному.» (См. Биография Рыбакова Константина Николаевича).
Преподавал драматическое искусство в музыкально-драматической школе московского филармонического общества (по: Рыбаков Николай Хрисанфович // Биографический словарь. — 2000.).
В конце жизни он был тяжело болен, разбит параличом. Умер 8 (21) сентября 1916 года от кровоизлияния в мозг. Похоронен на Ваганьковском кладбище (19 уч.).
Константину Николаевичу Рыбакову посвящены воспоминания и изыскательские статьи, о нём писали:
- М. Ф. Ленин в книге «Пятьдесят лет в театре», М., 1957;
- Нелидов В. А. в книге «Театральная Москва. Сорок лет московских театров». М. «Материк», 2002;
- Зограф Н. Г. «Малый театр в конце XIX — начале XX века»//К. Н. Рыбаков в роли Городничего;
- Андрей Белкин, статья «Актерская династия Рыбаковых» «Тамбовская жизнь», 01.09.2006;
- А. А. Яблочкина «75 лет в театре». Выдающиеся мастера русского театра. Макшеев, Рыбаков, Садовские.